# Galneryus
I Galneryus sono un gruppo neoclassical power metal giapponese originario di Osaka fondato nel 2001 dal chitarrista Syu (già membro degli Animetal).

## Formazione

### Formazione attuale
- Syu – chitarra
- Masatoshi Ono (SHO) – voce
- Yuhki – tastiere
- Lea – batteria
- Taka – basso

### Ex componenti
- Tsui - basso
- Yama-B - voce (2001-2009)
- Yu-To - basso
- Jun'ichi Satō – batteria
- Fumiya - batteria

## Discografia

### Album in studio
- 2003 – The Flag of Punishment
- 2005 – Advance to the Fall
- 2006 – Beyond the End of Despair...
- 2007 – One For All - All For One
- 2008 – Reincarnation
- 2010 – Resurrection
- 2011 – Phoenix Rising
- 2012 – Angel Of Salvation
- 2014 – Vetelgyus
- 2015 – Under The Force Of Courage
- 2017 – Ultimate Sacrifice
- 2019 – Into The Purgatory
- 2021 – Union Gives Strength
- 2023 – Between Dread and Valor

### Demo
- 2001 – United Flag – 2001

### EP
- 2002 – Rebel Flag
- 2007 – Everlasting
- 2008 – Alsatia / Cause Disarray (Mnemosyne Soundtrack)
- 2012 – Kizuna - Fist of the Blue Sky (Ken Shiro - Fist of the Blue Sky Soundtrack)

### Singoli
- 2002 – Rebel Flag
- 2005 – Silent Revelation
- 2005 – Whisper in the Red Sky
- 2006 – My Last Farewell
- 2007 – Everlasting
- 2008 – The Awakening
- 2008 – Shining Moments
- 2010 – Destiny
- 2010 – A Far-Off Distance
- 2010 – You're the Only 2010
- 2011 – Future Never Dies
- 2012 – Kizuna - Fist of the Blue Sky
- 2012 – Hunting For Your Dream

Raccolte
- 2007 – Voices From The Past
- 2008 – Voices From The Past II
- 2009 – Best Of The Awakening Days
- 2009 – Best Of The Braving Days
- 2010 – Voices From The Past III
- 2013 – The IronHearted Flag, Vol. 1: Regeneration Side
- 2013 – The IronHearted Flag, Vol. 2: Reformation Side

DVD
- 2006 – Live For Rebirth
- 2008 – Live For All - Live For One
- 2010 – Live In The Moment Of The Resurrection
- 2012 – Phoenix Living in the Rising Sun

Videoclip
- Struggle For The Freedom Flag
- Silent Revelation
- My Last Farewell
- Everlasting
- New Legend
- Alsatia
- Shining Moments
- You're The Only
- Destiny
- Future Never Dies
- Kizuna - Fist of the Blue Sky
- Hunting For Your Dream
- Angel Of Salvation

Collaborazioni
- 2002 – Soldier Of Fortune - Japanese Heavy Metal Tribute Tamashii II
- 2002 – Black Diamond (originalmente degli Stratovarius) - Stand Proud! III
- 2004 – Struggle For The Freedom Flag - Hard Rock Summit In Osaka
- 2006 – Serenade (D.N.mix) - The songs for DEATH NOTE the movie: the Last name